# Daniel Lang (Fußballspieler)
Daniel Lang (* 17. Mai 1992 in Backnang) ist ein deutscher Fußballspieler.

## Karriere
Daniel Lang spielte in seiner Jugend beim SC Freiburg, über die Jugend der TSG Backnang wechselte der Offensivspieler 2010 zur SG Sonnenhof Großaspach. Dort war er zunächst bei der zweiten Mannschaft aktiv, spielte danach auch für die Profis in der Regionalliga. Seit Sommer 2014 spielt Lang in Stuttgart in der U-23 von den Stuttgarter Kickers. Sein Profidebüt gab der gebürtige Backnanger, als er am 23. Mai 2015 beim 2:0-Auswärtssieg gegen Holstein Kiel eingewechselt wurde.
Nachdem er mit den Kickers in die Regionalliga abgestiegen war, wechselte er zum FV Illertissen.